# Landesschülervertretung Wien
| Logo                | Logo                                                  |
| ------------------- | ----------------------------------------------------- |
| LSV-Logo-2022-      |                                                       |
| Basisdaten          |                                                       |
| Sitz:               | Bildungsdirektion Wien Wipplingerstraße 28, 1010 Wien |
| Mitglieder          |                                                       |
| Anzahl:             | 24 (8 AHS, 8 BS, 8 BMHS)                              |
| Landesschulsprecher |                                                       |
| AHS:                | Leon Rudan                                            |
| BMHS:               | Mehmet Alper Gökce                                    |
| Berufsschulen:      | Mahmoud Abd El Naby                                   |
| Social Media        |                                                       |
| Website:            | www.lsvwien.at                                        |
| Instagram:          | instagram.com/lsv_wien                                |

Die Landesschülervertretung Wien (LSV Wien) ist die gewählte und gesetzliche Vertretung aller rund 247.000 Schüler Wiens. Sie besteht aus 24 Mitgliedern – jeweils acht per Schulartbereich: der allgemeinbildenden höheren Schulen (AHS), der Berufsschulen (BS) sowie der berufsbildenden mittleren und höheren Schulen (BMHS) und wird von deren Schulsprechern jährlich zum Schulende für das nächste Jahr gewählt. Sie ist unter anderem auch für die Organisation des Wiener Schülerparlaments (SIP) im Wiener Rathaus verantwortlich, das Schülern die Möglichkeit gibt, Ideen für eine bessere Schule in Form von Anträgen einzureichen und von den Schülervertretern aller Wiener Schulen abstimmen zu lassen. Die angenommenen Anträge werden dann durch die LSV an den Wiener Landtag und den zuständigen Stadtrat, sowie auf Bundesebene durch die Landesschulsprecher an die Bundesschülervertretung und das Bildungsministerium weitergetragen.

## LSV-Wahlen
Die Mitglieder der Landesschülervertretung Wien werden bei den LSV-Wahlen, die am Ende jedes Schuljahres für das Folgejahr stattfinden müssen, ⁣ von allen Schulsprechern der Wiener Schulen gewählt und somit legitimiert, für die Schülerschaft des Bundeslandes zu sprechen. Wählbar sind dabei alle aktiven Schülervertreter Wiens.

### Wahlkommission
Zur Vorbereitung und Durchführung der Wahl ist bei der Bildungsdirektion für Wien eine Wahlkommission zu bilden. Diese besteht aus drei Mitgliedern, die vom Bildungsdirektor aus dem Kreis der Beamten der Bildungsdirektion zu bestellen sind. Diese wählen dann den Vorsitz der Kommission. Die amtierenden drei Landesschulsprecher sind berechtigt, den Sitzungen der Wahlkommission als Wahlzeugen (ohne Stimmrecht) beizuwohnen.

### Wahltag und Stimmabgabe
Am Wahltag bekommen die aktiv und passiv Wahlberechtigten  für die Wahl der Landesschülervertretung die Möglichkeit zu einer Wählerversammlung zusammenzutreten, um die Kandidaten für die Wahl besser kennenzulernen. Die Bildungsdirektion hat hierfür geeignete Räume zur Verfügung zu stellen und die Teilnahmeberechtigten von Ort und Zeit der Wählerversammlung zu verständigen. Die Wahl ist geheim. Das Wahlrecht ist persönlich durch Übergabe des in dem Wahlkuvert liegenden Stimmzettels an die Wahlkommission auszuüben. Die Bildungsdirektion kann durch Verordnung für bestimmte oder alle Schularten verfügen, dass die Stimmabgabe auch an der eigenen Schule und an einer anderen öffentlichen Berufsschule oder mittleren oder höheren Schule zulässig ist, wenn auf diese Weise eine Vereinfachung oder Beschleunigung des Wahlverfahrens oder eine Erleichterung der Stimmabgabe erreicht wird; in dieser Verordnung ist auch die Frist für die Stimmabgabe festzulegen, die nicht länger als eine Woche sein darf.

### Bekanntgabe des Wahlergebnisses
Das Ergebnis der Wahl ist den Gewählten und den Wahlberechtigten in geeigneter Weise mitzuteilen. Darüber hinaus ist es dem Bildungsdirektor bekanntzugeben und in der Bildungsdirektion durch Anschlag an der Amtstafel kundzumachen. Gleichzeitig mit der Mitteilung des Wahlergebnisses sind den Wahlberechtigten die Namen der Landesschulsprecher und deren Stellvertreter der betreffenden Landesschülervertretung bekanntzugeben.

## Landesschulsprecher und Mitglieder

### Landesschulsprecher
Die drei bei der Wahl stimmenstärksten Kandidaten aus den einzelnen Schulartbereichen (AHS, BS, BMHS) sind nach Annahme der Wahl Landesschulsprecher. Sie halten den Vorsitz bei internen Sitzungen und sind für die Arbeit der Landesschülervertretung verantwortlich. Sie sind außerdem Teil der 29-köpfigen Bundesschülervertretung. Ihre Stellvertreter sind die drei Mitglieder mit der zweithöchsten Anzahl an Wahlpunkten.

### Mitglieder
Die sechs weiteren, aktiven Mitglieder nennen sich Landesschülervertreter. Sie haben unterschiedliche Referate (=Zuständigkeiten), die für gewöhnlich in der ersten, von den Landesschulsprechern mit den meisten Wahlpunkten einberufenen internen Sitzung abgestimmt werden.
Aktuell gibt es die folgenden Referate innerhalb der LSV Wien.
- Schriftführung
- Schülerparlamente
- Bereichs-SIP
- Finanzen
- Nachhaltigkeit und Qualitätsmanagement
- Geschäftsordnung
- Gesellschaftspolitische Veranstaltungen
- IT und Website
- Kooperationen und Sponsorings
- Layout & Design
- Umwelt
- Lehrlingsrecht
- Presse und Öffentlichkeitsarbeit
- Schulrecht
- Social Media
- Digitalisierung
- Mentale Gesundheit
- Gleichberechtigung
- Transparenz
- Events
- interne Kommunikation

#### Ersatzmitglieder
Die Personen mit den neun- bis sechzehnmeisten Wahlpunkten sind kein Teil der aktiven Landesschülervertretung. Sie stehen als Ersatzmandatare zur Verfügung, sollten aktive Vertreter ausfallen.

### Funktionsdauer
Die Funktionsdauer der Mitglieder und der Ersatzmitglieder beträgt grundsätzlich ein Schuljahr. Sie beginnt mit dem ersten Tag des der Wahl folgenden Schuljahres.

## Aufgaben der Landesschülervertretung laut Bundesgesetz
Auszug: Bundesgesetz vom 16. Mai 1990 über die überschulischen Schülervertretungen:
§ 2. (1) Der Landesschülervertretung obliegt in Fragen, die Schüler in ihrer Schülereigenschaft betreffen, die Vertretung der Interessen der Schüler der allgemeinbildenden höheren Schulen, der berufsbildenden mittleren und höheren Schulen sowie der Berufsschulen und der Polytechnischen Lehrgänge des betreffenden Landes gegenüber der Bildungsdirektion, sonstigen Behörden und dem Landtag. Davon unberührt bleiben die Vertretungsrechte der Erziehungsberechtigten, die Schülermitverwaltung (§ 58 des Schulunterrichtsgesetzes, BGBl. Nr. 472/1986, in der jeweils geltenden Fassung) und die Zuständigkeit der Zentrallehranstaltenschülervertretung.
§ 3. (1) Im Rahmen der ihnen gemäß § 2 übertragenen Aufgaben stehen den Schülervertretungen, insbesondere zu
1. Beratung der Schulbehörden in grundsätzlichen Fragen des Unterrichts und der Erziehung;
2. Erstattung von Vorschlägen zur Erlassung von Gesetzen und Verordnungen;
3. Abgabe von Stellungnahmen zu Gesetz- und Verordnungsentwürfen;
4. Erstattung von Vorschlägen in Angelegenheiten von Schulbauten und deren Ausstattung;
5. Beratung in Angelegenheiten der Schülerzeitungen;
6. Beratung in Fragen der überregionalen Koordination von schulbezogenen Veranstaltungen, Schulveranstaltungen und in Fragen der Durchführung von Veranstaltungen der Schulbahnberatung;
7. Herausgabe von Rundschreiben und von Informationsblättern in schulischen Angelegenheiten;
8. Planung und Durchführung von Fortbildungsveranstaltungen für Schülervertreter;
9. Vorbringen von Anliegen und Beschwerden;
10. Planung und Durchführung von Schülerparlamenten.

(2) Die Schülervertretungen haben sich bei der Wahrnehmung der ihnen übertragenen Aufgaben (§§ 2 und 3) von der Aufgabe der österreichischen Schule (§ 2 des Schulorganisationsgesetzes, BGBl. Nr. 242/1962, in der jeweils geltenden Fassung) leiten zu lassen.